# Clepsydre dans l'Égypte antique
La plus ancienne horloge hydraulique primitive connue, dite traditionnellement clepsydre, est la clepsydre de Karnak ; elle est égyptienne et date du règne d'Amenhotep III (ca. -1350). Cependant un document prouverait que la conception de cet instrument est antérieure à ce règne. Les murs de la tombe du scribe Amenemhat ayant officié sous les règnes d'Ahmôsis Ier, Amenhotep Ier et Thoutmôsis Ier (ca. -1500), sont couverts entre autres de la description d'une telle horloge à eau.
Le calendrier civil égyptien fut divisé en douze mois, les mois étant eux-mêmes divisés en trois décades, période définissant les décans. Cependant, seuls douze décans étaient visibles lors du solstice d'été. Les Égyptiens prirent donc le parti de diviser la nuit en douze heures correspondant à ces douze décans. La division du jour en unités de temps était née et contribua à l'élaboration d'un instrument de mesure nocturne. La nuit durait donc toujours douze heures et la longueur de ces heures variait avec celle de la nuit entre les équinoxes et les solstices. 
Les connaissances mathématiques des anciens égyptiens, et plus particulièrement leur maîtrise du calcul volumique leur permirent d'élaborer cet instrument[réf. nécessaire] qui, tout en proposant des mesures approximatives, fut le premier du genre et le  plus performant de son époque.

## Description de la clepsydre de Karnak
La clepsydre de Karnak est une vasque en albâtre de forme tronconique découverte en 1904 par Georges Legrain (Musée égyptien du Caire no 37525).
La paroi extérieure comporte une description astronomique et mythologique du ciel nocturne égyptien tandis que la paroi intérieure est gravée de signes de mesure. 
Un petit orifice situé à la base de l'objet permettait d'évacuer l'eau au goutte à goutte.

### Paroi intérieure

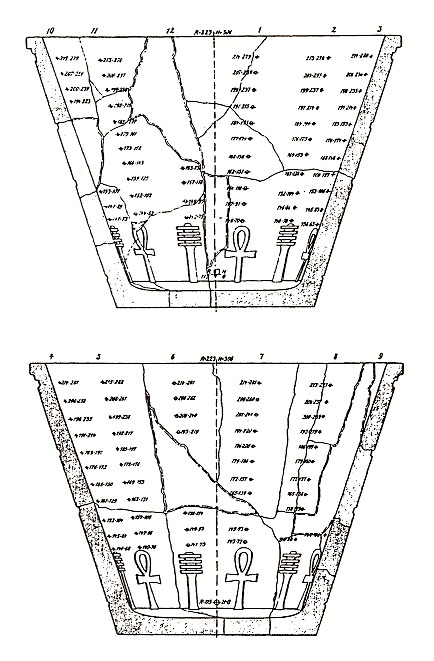
Sections de la clepsydre de Karnak

Les douze mois (quatre mois par saison) sont gravés sur tout le contour de la face supérieure du rebord de la vasque. Sous chacun de ces mois sont gravées à la verticale onze marques circulaires. Ces marques composent des bandes relatives aux différentes heures de la nuit. Ces colonnes avaient une hauteur fonction du mois en cours. Le mois du solstice d'été possédait le jour dont la nuit était la plus courte. La colonne correspondante avait une hauteur de douze doigts. Le mois du solstice d'hiver était celui de la nuit la plus longue. Par conséquent, la colonne était plus grande et haute de quatorze doigts. 
Douze colonnes de mesures furent ainsi explicitées par Ludwig Borchardt :

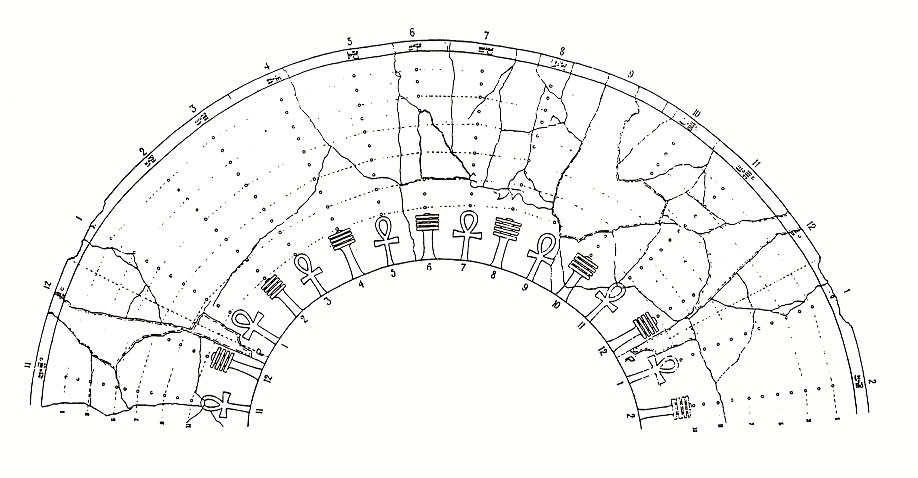
Paroi intérieure de la clepsydre de Karnak

| Mois en cours de l'année civile égyptienne | Hauteur totale des séries de graduations |
| ------------------------------------------ | ---------------------------------------- |
| 10e mois                                   | 12 doigts                                |
| 11e et 9e mois                             | 12 1/3 doigts                            |
| 12e et 8e mois                             | 12 2/3 doigts                            |
| 1er et 7e mois                             | 13 doigts                                |
| 2e et 6e mois                              | 13 1/3 doigts                            |
| 3e et 5e mois                              | 13 2/3 doigts                            |
| 4e mois                                    | 14 doigts                                |

### Paroi extérieure
La paroi extérieure de la clepsydre présente une description du ciel et des saisons. Les douze mois de l'année sont associés à des noms de fête. Trois rangées se partagent l'espace gravé. 
La rangée supérieure, en allant de la droite vers la gauche, représente les décans. La déesse Isis, associée à l'étoile Sothis se trouve au milieu tandis que vers la gauche sont représentées les quatre planètes Jupiter, Saturne, Mercure et Vénus :
| Planète | Nom égyptien | Traduction                         |
| ------- | ------------ | ---------------------------------- |
| Jupiter | Ḥr tȝš tȝ.wy | Horus qui délimite les deux terres |
| Saturne | Ḥr kȝ pt     | Horus taureau du ciel              |
| Mercure | sbg          | Sebeg                              |
| Vénus   | sbȝ ḏȝ       | étoile qui traverse (le ciel)      |

La rangée du milieu décrit les constellations de l'hémisphère nord.
La rangée inférieure, enfin, est partagée en six cases, chaque case représentant deux mois de l'année égyptienne et chaque mois étant associé à un dieu.
L'ouverture de la clepsydre est situé en bas, entre la première et la sixième case.

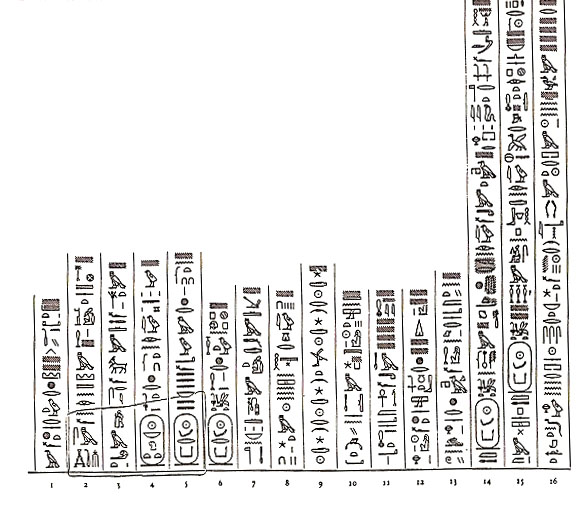
La clepsydre d'Amenemhat

## La clepsydre d'Amenemhat (témoignage textuel)
La tombe d'Amenemhat contient la description faite par le haut dignitaire d'une clepsydre (vers -1500). Celui-ci prétend l'avoir conçue en étudiant les anciens textes. Ces derniers lui auraient enseigné que la durée de la nuit variait de douze à quatorze heures tout au long de l'année. Il est écrit à la ligne 14 qu'Amenemhat construisit un instrument (mrḫyt) pour mesurer le temps. Le texte  désigne ensuite cet instrument par le terme dbḥt. La ligne 16 enfin explique que l'eau contenue dans cet objet s'écoule à travers une ouverture.

## La clepsydre d'Oxyrhynque

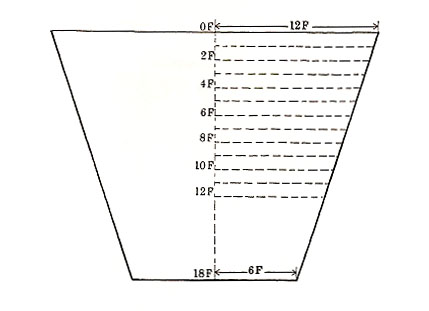
reconstitution de la clepsydre d'Oxyrhynque

Un papyrus d'époque tardive mais découvert en Égypte à Oxyrhynque[Lequel ?] traite du volume d'un tronc de cône identifié à une clepsydre. La description de cet instrument rappelle de très près la clepsydre de Karnak. Bien que mille ans les séparent, la similitude entre les deux instruments démontre que les Égyptiens développèrent leurs instruments à l'aide de leurs connaissances mathématiques, et plus particulièrement leurs connaissances géométriques, déjà très étendues à cette époque.

## Les clepsydres des époques tardives
Gaston Maspero découvrit à Edfou une clepsydre d'époque tardive et de forme cylindrique. Celle-ci était d'un fonctionnement différent des clepsydres « traditionnelles » du Nouvel Empire en ce sens qu'elle consistait à recueillir un mince filet d'eau à débit constant. Il s'agit donc d'un réservoir dont la paroi intérieure est graduée suivant une convention attribuant toujours à la nuit la plus courte une durée de douze heures, et à la nuit la plus longue une durée de quatorze heures. Plusieurs rangées de graduations se succèdent ainsi en fonction du mois où l'on effectue la mesure. 
D'autres clepsydres de ce type et à vocation votive ont également été découvertes. Plus esthétiques, ces clepsydres étaient ornées de sculptures cynocéphaliques surmontant leur orifice d'évacuation.

## Validité des mesures égyptiennes
La conception des clepsydres du Nouvel Empire, au regard des témoignages de cette époque, obéissent à quelques règles reposant sur l'observation. Le dignitaire Amenemhat déclare avoir découvert la durée variable de la nuit. Il propose alors un ratio de la plus longue nuit sur la plus courte de 14/12. En réalité, le ratio en Égypte est de 14/10.
De plus, la clepsydre de Karnak indique que le mois du solstice d'été est le 10e mois de l'année civile. Pourtant, cet événement calendaire se situe sous le règne d'Amenhotep Ier, soit quelque 120 ans plus tôt. Il est très probable que cet instrument fut fabriqué en suivant les consignes d'un document plus ancien. Il est donc très curieux qu'il fut décidé de construire un tel instrument sans prendre la précaution ni le soin de synchroniser le calendrier avec la nuit la plus courte du solstice d'été.
La forme conique de la vasque avait pour but de pallier le changement de pression. La pression est plus forte lorsque la hauteur du niveau de l'eau est maximale. Sous cet effet, l'eau est évacuée plus rapidement. C'est pour cela que la vasque est plus large en son sommet.  Le volume d'eau à évacuer est plus important puisque s'écoulant plus vite. Le diamètre du cône diminue avec le niveau de l'eau qui entraine une diminution de la pression. Le débit est ici plus faible. L'eau s'écoule alors plus lentement. Les Égyptiens avaient donc pris pleinement connaissance de la notion de pression et avaient tenté de corriger les erreurs de mesure qu'elle impliquait. Malgré cela, leurs observations privées d'une théorie précise ne purent que corriger approximativement les mesures. Les premières heures étaient un peu trop courtes tandis que les dernières un peu trop longues. Malgré ces remarques, la précision obtenue était tout à fait remarquable pour l'époque.

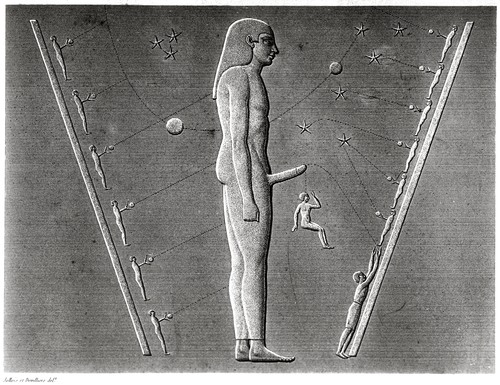
Représentation d'une clepsydre dans la tombe de Ramsès VI.

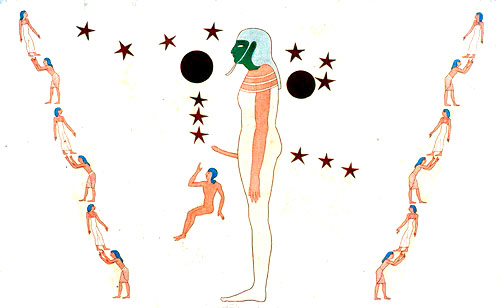
Représentation d'une clepsydre dans la tombe de Sethnakht et Taousert.

## Sources
- Ernesto Schiaparelli, Di Un'iscrizione Inedita del Regno di Amenofi I dans  Actes du 8e congrès International des Orientalistes tenu en 1889 à Stockholm et à Christiana, 4e partie, 1892, p. 203-208 ;
- Robert Walker Sloley, Ancient Clepsydrae dans Ancient Egypt, 1924, p. 43-50 ;
- Georges Daressy, Deux clepsydres Antiques dans Bulletin de l'Institut Égyptien, vol. 9, 1915 ;
- Alexander Pogo, Egyptian Water Clocks, Isis, 1936 ;
- Ludwig Borchardt, Die altägyptische Zeitmessung, 1920 ;
- Maurice Cotterell, Dickson F.P., et Kamminga J. Ancient Egyptian Water-clocks: A Reappraisal, Journal of Archaeological Science, Vol. 13, p. 31-50. 1986 ;
- Marshall Clagett, Ancient Egyptian Science, A Source Book, vol. 2, Calendars, Clocks and Astronomy, American Philosophical Society, 1995 ;